# Asma Belkhodja-Rebaï
Pour les autres membres de la famille, voir Famille Belkhodja.
Asma Belkhodja-Rebaï, née en 1930 à Hammam Lif et morte le 28 mars 2011, est une militante féministe tunisienne.

## Biographie
Née dans une famille de magistrats, d’imams hanafites et d’enseignants à l'université Zitouna, Asma Belkhodja prend très tôt conscience de la condition féminine tunisienne à travers l'attitude de son père vis-à-vis de son épouse et de ses enfants, attitude qui l'a notamment privée d'instruction.
Adolescente, elle adhère à la première association féminine tunisienne, l’Union musulmane des femmes de Tunisie, fondée par Bchira Ben Mrad. Elle y rencontre son futur mari, Azzouz Rebaï, qui sera également son mentor et milite au Néo-Destour. Lors des manifestations du 15 février 1952, elle est arrêtée avec d’autres militantes  et fait 18 mois de prison avant de passer en jugement. En 1956, elle devient secrétaire générale de l'Union nationale de la femme tunisienne.
En 1989, elle est nommée commandeur de l'ordre de l’Indépendance. Elle demeure membre du parti au pouvoir (cellule d’El Omrane), puis conseillère municipale de Tunis, membre de diverses délégations de la municipalité et du parti à l’étranger, et se dévoue pour les personnes les plus démunies jusqu'à sa mort le 28 mars 2011,.